# 伊格言
伊格言（1977年11月—），臺灣作家。本名鄭亦煦，筆名來自知名加拿大籍導演艾騰·伊格言。作品以小說為主。

## 經歷
成長於台南新營，出身醫師家庭，臺南一中畢業，國立臺灣大學心理學系、臺北醫學院醫學系肄業，淡江大學中文碩士。曾任香港浸會大學國際作家工作坊（International Writers' Workshop）訪校作家、德國柏林文學學會（Literarisches Colloquium Berlin）駐村作家、成功大學駐校藝術家、中興大學駐校作家、元智大學駐校作家；現為國立臺北藝術大學文學跨域創作研究所講師，同時也是鏡文學的簽約作家。
2003年至2005年間曾與王聰威、高翊峰、李崇建、李志薔、甘耀明、許榮哲、張耀仁共同組成「小說家讀者」（又稱「8P」）。2016年，與張耀升、陳栢青在Readmoo聯手撰寫線上刊物《外邊世界》。

## 著作

### 短篇小說集
- 《甕中人》（台北：INK印刻出版，2003）
- 《拜訪糖果阿姨》（台北：聯合文學，2013）

### 長篇小說
- 《噬夢人》（台北：聯合文學，2010；簡體版，上海：上海人民出版社，2017）
- 《零地點 GroundZero》（台北：麥田出版，2013）

［日文譯本］倉本知明，グラウンド・ゼロ 台湾第四原発事故（東京：白水社，2017）
［韓文譯本］Nam Hye-seon，그라운드제로（Seoul: Alma Publishing，2018）
［捷克文譯本］Martin Blahota，Epicentrum（Jablonné v Podještědí: Mi:lu Publishing，2020）
- 《零度分離》（台北：麥田出版，2021；簡體版，北京：中信出版集團，2021）

### 詩集
- 《你是穿入我瞳孔的光》（桃園：逗點文創結社，2011）
- 《與孤寂等輕》（桃園：逗點文創結社，2019）

### 評論散文集
- 《幻事錄──伊格言的現代小說經典16講》（台北：木馬文化，2014）

## 獲獎、入圍紀錄
- 1999年，短篇小說〈虛稱作者回函的小說〉獲全國大專學生文學獎短篇小說獎。
- 2001年，短篇小說〈龜甕〉獲聯合文學小說新人獎短篇小說推薦獎。
- 2007年，入圍英仕曼亞洲文學獎（亞洲版布克獎）longlist。
- 2007年，獲選中央通訊社2008台灣十大潛力人物。
- 2008年，短篇小說集《甕中人》入圍歐康納國際短篇小說獎（英语：Frank O'Connor International Short Story Award）longlist。
- 2010年，長篇小說《噬夢人》獲選博客來2010年度華文創作百大排行榜。
- 2011年，長篇小說《噬夢人》入圍台灣文學獎長篇小說金典獎。
- 2011年，長篇小說《噬夢人》獲選博客來網路書店2011年度華文創作百大排行榜。
- 2012年，獲選聯合文學雜誌331期「20位40歲以下最受期待的華文小說家」。
- 2012年，散文〈恐懼遊戲〉獲自由時報林榮三文學獎散文獎。
- 2013年，長篇小說《零地點GroundZero》入選博客來2013年度華文創作百大排行榜。
- 2014年，長篇小說《零地點GroundZero》入圍台北國際書展大獎。
- 2014年，長篇小說《零地點GroundZero》獲吳濁流文學獎長篇小說正獎。
- 2014年，長篇小說《零地點GroundZero》獲全球華語科幻星雲獎長篇小說獎。
- 2016年，長篇小說《零地點GroundZero》售出日文版權，2017年5月由日本白水社出版。
- 2021年，長篇小說《零度分離》獲臺灣文學獎金典獎。[5]
- 2021年，獲第42屆吳三連獎。
- 2022年，長篇小說《零度分離》獲臺北國際書展大獎小說類首獎。

## 入選選集
- 《台灣成長小說選》（楊佳嫻編選，二魚文化）
- 《三城記：台北卷》（黃錦樹編選，上海文藝出版社）
- 《九十八年小說選》（駱以軍編選，九歌出版社）
- 《九歌101年散文選》（隱地編選，九歌出版社）

## 外部連結
- Egoyan Zheng （页面存档备份，存于）（個人部落格）
- Egoyan Zheng｜伊格言｜the novelist（roodo - 樂多日誌）
- 伊格言｜the novelist （页面存档备份，存于）（Facebook）
- 外邊世界 （页面存档备份，存于）（Facebook）
- 伊格（Facebook）
- 伊格（instagram）